# Ciudad de las Estrellas
La Ciudad de las Estrellas (en ruso: Звёздный городок, transliterado como Zviozdni Gorodok) es un pequeño pueblo al 43 km al noreste de Moscú, en las proximidades de Shchólkovo, donde los cosmonautas rusos se entrenan en el Centro Gagarin de entrenamiento de cosmonautas (CGEC).
Sus coordenadas son 55°52′50.11″N 38°6′37.95″E / 55.8805861, 38.1105417.
Desde los años 1960 todos los cosmonautas se preparan allí para misiones espaciales. Durante los tiempos de la Unión Soviética la ciudad era una zona confidencial y altamente protegida, aislada del resto del mundo.
Desde tiempos soviéticos muchos cosmonautas viven en la Ciudad de las Estrellas con sus familias.